# Paul Diggin

a Compétitions nationales et continentales officielles uniquement.

Dernière mise à jour le 7 juillet 2011.
Paul "Digger" Diggin, né le 23 janvier 1985 à Northampton, est un joueur de rugby à XV anglais qui évolue au poste d'ailier chez les Northampton Saints. 

## Carrière
Il est le meilleur marqueur d'essais de la Coupe d'Europe de rugby à XV 2010-2011 où son club parvient en finale.

## Palmarès
- Vainqueur du Challenge européen en 2009.
- Vainqueur de la Coupe d'Angleterre en 2010
- Vainqueur du Championnat d'Angleterre de D2 en 2008.
- Finaliste de la Coupe d'Europe en 2011